# Crown of Creation (musikgrupp)
Crown of Creation är en tysk synthpopgrupp som bildades år 1985 under namnet Tomate, men som 1987 tog sitt namn från musikalbumet Crown of Creation av Jefferson Airplane. Bandet släppte sitt debutalbum Real Life 1994.
Bandet består av Matthias Blazek (synthesizer) och Thomas Czacharowski (synthesizer).

## Biografi
Bandet grundades 1985 i Großmoor (Adelheidsdorf kommun) och flyttade till Hannover 1987. Efter många line-up förändringar och flera inspelningar, gick bandet år 1993 in i inspelningsstudion med Nicole Sukar. Studion ägs av Rick J. Jordan som är medlem i bandet Scooter. Med hjälp av musikproducenten Herman Frank (Accept) spelade man in debutalbumet Real Life. Efter publiceringen (1994) var Olaf Oppermann gitarrist i bandet.
Under 1994 och 1995 var bandet på turné i departement Seine-et-Marne, nära Paris.
1998 upplöstes bandet. Efter 11 år (2009) återförenas Crown of Creation igen, nu med en ny sångerskan, Anne Crönert.
2010 producerades cd-ep:n Darkness in your Life och i samarbete med Dance Factory från Lachendorf utvecklades en video. Under flera veckor i maj 2010, gick en serie med berättelsen om Crown of Creation i Wathlinger Bote och Wathlinger Echo. Där presenterades fakta och nyheter från de senaste 25 åren.
Till julen 2010 gav bandet sin hemstad Hannover låten At Christmas Time.
Barnkören från Adelheidsdorfs grundskola uppträdde med bandet i augusti 2011 i en studio i Hannover för att sjunga refrängen Child's Eyes med tre tyskspråkiga passager.
2012 bidrog Crown of Creation med en ny och outgiven låt till välgörenhetssamlingen Made in Ce(lle) till stöd för barnhospicearbetet och arbetade även med ledningen i produktion och marknadsföring.
2013 släpptes maxi CD:n With the Rhythm in my Mind. Vid detta tillfälle producerade videoproduktionsbolaget emovion en video med huvudtiteln och en annan av låtarna, Child's Eyes.
Den 18 augusti 2015 släppte Hofa GmbH albumet Best of Crown of Creation 1985–2015, en dubbel-CD med låtar från originalalbumen, outgivna spår, specialmixar och liveinspelningar.
2024 släpptes cd-skivan Everlasting Love, en fin låt i Crown of Creation-katalogen, som visar upp Lara-Malin Blazeks distinkta röst.

## Bandmedlemmarna
- Matze / Matthias Blazek (synthesizer)
- Thomas / Thomas Czacharowski (synthesizer)

## Tidigare medlemmar
- Michaela Rutsch (sång – 1986)
- Bobby / Anja Wieneke (sång – till 1987)
- Sabine Mertens (sång 1987–1988 och 1990)
- Mussi / Mustafa Akkuzu (gitarr 1987–1988)
- Frank Pokrandt (sång 1988)
- Claudia Rohde (sång 1988–1989)
- Andreas Harms (gitarr 1988–1989)
- Thomas Richter (elbas 1988–1989)
- Dirk Schmalz (gitarr 1989)
- Angela Thies (sång 1990)
- Martin Zwiener (synthesizer 1992)
- Nicole Sukar (sång 1992–1994)
- Nicole Knauer (sång 1993–1998)
- Oppi / Olaf Oppermann (gitarr 1994–2010)
- Adrian / Adrian Lesch (synthesizer 1994–2015)
- Anne / Anne Crönert (sång 2009–2013)

## Diskografi
- 1994 – Real Life (ContraPunkt)
- 1998 – Crown of Creation meets Friends (self-fördelning)
- 2001 – Paulinchen (innehåller Memory)
- 2003 – Berenstark 10 (innehåller When Time is lost)
- 2004 – Berenstark 11 (innehåller Friends)
- 2010 – Abstürzende Brieftauben – TANZEN (innehåller When Time is lost)
- 2010 – EP Darkness in your Life
- 2011 – W.I.R. präsentiert: Celle's Greatest (innehåller Regrets)
- 2012 – Celle's Integrationsprojekt präsentiert: Made in Ce (med Run away och Vampires in the Moonlight)
- 2013 – Maxisingel With the Rhythm in my Mind [8]
- 2015 – Best of Crown of Creation – 30 Jahre Bandgeschichte 1985–2015
- 2019 – Maxisingel Tebe pojem
- 2024 – Maxisingel Everlasting Love

### Fotnoter
1. ↑  Matthias Blazek. ”Crown of Creation | Matthias Blazek” (på tyska). https://matthias-blazek.eu/crown-of-creation/. Läst 30 augusti 2023.
2. ↑  YouTube.com.
3. ↑  MyHeimat.de.
4. ↑  CZ.de Arkiverad 27 december 2013 hämtat från the Wayback Machine.
5. ↑  emovion.de Arkiverad 3 september 2013 hämtat från the Wayback Machine.
6. ↑  ”Crown of Creation veröffentlichen Best-of-Doppel-CD”. Arkiverad från originalet den 31 maj 2016. https://web.archive.org/web/20160531175342/http://celler-presse.de/2015/08/03/crown-of-creation-veroeffentlichen-best-of-doppel-cd/. Läst 26 augusti 2015.
7. ↑  Wathlinger Bote, 30 mars 2024.
8. ↑  "With the Rhythm in my Mind", emovion.de Arkiverad 3 september 2013 hämtat från the Wayback Machine.